# Ил Торино (Фиренца)
Ил Торино је насеље у Италији у округу Фиренца, региону Тоскана.
Према процени из 2011. у насељу је живело 94 становника. Насеље се налази на надморској висини од 539 м.